# Laverne Eve
Laverne Eve (sinh ngày 16 tháng 6 năm 1965 tại Nassau) là một vận động viên điền kinh và điền kinh nữ đến từ Bahamas, người thi đấu trong môn ném lao. Cú ném tốt nhất của cô ấy (javelin mới) là 63,73 mét, đạt được vào tháng 4 năm 2000 tại Nashville. Trong sự nghiệp ban đầu của mình, cô cũng đã tham gia thi đấu bắn và ném đĩa. 30 năm sau khi bắt đầu sự nghiệp, cô vẫn ném ở cấp độ cao.
Eve là một thành viên của nhóm theo dõi và lĩnh vực của Đại học bang Louisiana.
Năm 1982 và năm 1983, cô đã được trao giải Cúp Austin Sealy cho vận động viên xuất sắc nhất cả hai Đại hội Thể thao CARIFTA 1982 và Đại hội Thể thao CARIFTA 1983. Cô là vận động viên đầu tiên giành được chiếc cúp lần thứ hai.

## Giải đấu quốc tế
| Năm                      | Giải đấu                                                   | Địa điểm                        | Thứ hạng                 | Nội dung                 | Chú thích                |
| Representing the Bahamas | Representing the Bahamas                                   | Representing the Bahamas        | Representing the Bahamas | Representing the Bahamas | Representing the Bahamas |
| ------------------------ | ---------------------------------------------------------- | ------------------------------- | ------------------------ | ------------------------ | ------------------------ |
| 1980                     | Central American and Caribbean Junior Championships (U-17) | Nassau, Bahamas                 | 2nd                      | Shot                     | 12.25m                   |
| 1980                     | Central American and Caribbean Junior Championships (U-17) | Nassau, Bahamas                 | 1st                      | Discus                   | 35.16m                   |
| 1981                     | CARIFTA Games (U-17)                                       | Nassau, Bahamas                 | 1st                      | Shot                     | 13.27m                   |
| 1981                     | CARIFTA Games (U-17)                                       | Nassau, Bahamas                 | 1st                      | Javelin                  | 39.94m                   |
| 1981                     | Central American and Caribbean Championships               | Santo Domingo, Dom. Rep.        | 3rd                      | Shot                     | 13.32 m                  |
| 1981                     | Central American and Caribbean Championships               | Santo Domingo, Dom. Rep.        | 3rd                      | Discus                   | 42.56 m                  |
| 1982                     | CARIFTA Games (U-20)                                       | Kingston, Jamaica               | 1st                      | Shot                     | 13.66 m                  |
| 1982                     | CARIFTA Games (U-20)                                       | Kingston, Jamaica               | 1st                      | Discus                   | 39.60 m                  |
| 1982                     | CARIFTA Games (U-20)                                       | Kingston, Jamaica               | 1st                      | Javelin                  | 48.62 m                  |
| 1982                     | Central American and Caribbean Junior Championships (U-20) | Bridgetown, Barbados            | 3rd                      | Shot                     | 13.26 m                  |
| 1982                     | Central American and Caribbean Junior Championships (U-20) | Bridgetown, Barbados            | 4th                      | Discus                   | 39.46 m                  |
| 1982                     | Central American and Caribbean Junior Championships (U-20) | Bridgetown, Barbados            | 4th                      | Javelin                  | 44.44 m                  |
| 1983                     | CARIFTA Games (U-20)                                       | Fort-de-France, Martinique      | 1st                      | Shot                     | 14.39 m                  |
| 1983                     | CARIFTA Games (U-20)                                       | Fort-de-France, Martinique      | 1st                      | Discus                   | 42.90 m                  |
| 1983                     | CARIFTA Games (U-20)                                       | Fort-de-France, Martinique      | 1st                      | Javelin                  | 47.32 m                  |
| 1983                     | Central American and Caribbean Championships               | Havana, Cuba                    | 2nd                      | Shot                     | 14.75 m                  |
| 1984                     | CARIFTA Games (U-20)                                       | Nassau, Bahamas                 | 1st                      | Shot                     | 14.66 m                  |
| 1984                     | CARIFTA Games (U-20)                                       | Nassau, Bahamas                 | 1st                      | Discus                   | 46.40 m                  |
| 1984                     | CARIFTA Games (U-20)                                       | Nassau, Bahamas                 | 1st                      | Javelin                  | 50.14 m                  |
| 1984                     | Central American and Caribbean Junior Championships (U-20) | San Juan, Puerto Rico           | 2nd                      | High jump                | 1.64 m                   |
| 1984                     | Central American and Caribbean Junior Championships (U-20) | San Juan, Puerto Rico           | 1st                      | Shot                     | 13.95 m                  |
| 1984                     | Central American and Caribbean Junior Championships (U-20) | San Juan, Puerto Rico           | 2nd                      | Discus                   | 43.64 m                  |
| 1984                     | Central American and Caribbean Junior Championships (U-20) | San Juan, Puerto Rico           | 1st                      | Javelin                  | 50.64 m                  |
| 1985                     | Central American and Caribbean Championships               | Nassau, Bahamas                 | 3rd                      | Shot                     | 14.54 m                  |
| 1987                     | Pan American Games                                         | Indianapolis, Hoa Kỳ            | 5th                      | Javelin                  | 55.70 m                  |
| 1988                     | Olympic Games                                              | Seoul, South Korea              | 16th (q)                 | Javelin                  | 60.02 m                  |
| 1989                     | Central American and Caribbean Championships               | San Juan, Puerto Rico           | 1st                      | Javelin                  | 62.42 m                  |
| 1990                     | Goodwill Games                                             | Seattle, United States          | 5th                      | Javelin                  | 56.84 m                  |
| 1991                     | Central American and Caribbean Championships               | Xalapa, Mexico                  | 1st                      | Javelin                  | 47.60 m                  |
| 1991                     | Pan American Games                                         | Havana, Cuba                    | 4th                      | Javelin                  | 56.38 m                  |
| 1993                     | Central American and Caribbean Games                       | Ponce, Puerto Rico              | 3rd                      | Shot                     | 15.35 m                  |
| 1994                     | Commonwealth Games                                         | Victoria, Canada                | 7th                      | Javelin                  | 55.54 m                  |
| 1995                     | Pan American Games                                         | Mar del Plata, Argentina        | 2nd                      | Javelin                  | 61.28 m                  |
| 1996                     | Olympic Games                                              | Atlanta, Georgia, United States | 17th                     | Javelin                  | 58.48 m                  |
| 1997                     | Central American and Caribbean Championships               | San Juan, Puerto Rico           | 2nd                      | Javelin                  | 58.16 m                  |
| 1998                     | Central American and Caribbean Games                       | Maracaibo, Venezuela            | 3rd                      | Javelin                  | 60.66 m                  |
| 1999                     | Central American and Caribbean Championships               | Bridgetown, Barbados            | 1st                      | Javelin                  | 61.61 m (CR)             |
| 1999                     | Pan American Games                                         | Winnipeg, Canada                | 3rd                      | Javelin                  | 61.24 m                  |
| 1999                     | World Championships                                        | Seville, Spain                  | 18th                     | Javelin                  | 57.97 m                  |
| 2000                     | Olympic Games                                              | Sydney, Australia               | 16th                     | Javelin                  | 58.36 m                  |
| 2001                     | Central American and Caribbean Championships               | Guatemala City, Guatemala       | 1st                      | Javelin                  | 59.30 m                  |
| 2001                     | World Championships                                        | Edmonton, Canada                | 17th                     | Javelin                  | 56.10 m                  |
| 2002                     | Commonwealth Games                                         | Manchester, United Kingdom      | 1st                      | Javelin                  | 58.46 m                  |
| 2003                     | Central American and Caribbean Championships               | St. George's, Grenada           | 1st                      | Javelin                  | 56.75 m                  |
| 2003                     | Pan American Games                                         | Santo Domingo, Dom. Rep.        | 2nd                      | Javelin                  | 60.68 m                  |
| 2004                     | Olympic Games                                              | Athens, Greece                  | 6th                      | Javelin                  | 62.77 m                  |
| 2005                     | Central American and Caribbean Championships               | Nassau, Bahamas                 | 1st                      | Javelin                  | 61.11 m                  |
| 2005                     | World Championships                                        | Helsinki, Finland               | 10th                     | Javelin                  | 57.10 m                  |
| 2006                     | Commonwealth Games                                         | Melbourne, Australia            | 2nd                      | Javelin                  | 60.54 m                  |
| 2006                     | Central American and Caribbean Games                       | Cartagena, Colombia             | 3rd                      | Javelin                  | 57.29 m                  |
| 2007                     | Pan American Games                                         | Rio de Janeiro, Brazil          | 3rd                      | Javelin                  | 58.10 m                  |
| 2007                     | World Championships                                        | Osaka, Japan                    | 20th                     | Javelin                  | 56.87 m                  |
| 2008                     | Central American and Caribbean Championships               | Cali, Colombia                  | 1st                      | Javelin                  | 56.36 m                  |
| 2009                     | Central American and Caribbean Championships               | Havana, Cuba                    | 3rd                      | Javelin                  | 58.69 m                  |
| 2010                     | Central American and Caribbean Games                       | Mayagüez, Puerto Rico           | 4th                      | Javelin                  | 51.02 m                  |
| 2010                     | Commonwealth Games                                         | Delhi, India                    | 10th                     | Javelin                  | 50.40 m                  |
| 2011                     | Central American and Caribbean Championships               | Mayagüez, Puerto Rico           | 5th                      | Javelin                  | 50.41 m                  |
| 2011                     | Pan American Games                                         | Guadalajara, Mexico             | 9th                      | Javelin                  | 50.82 m                  |